# Klára Dobrev
Dans le nom hongrois Dobrev Klára, le nom de famille précède le prénom, mais cet article utilise l’ordre habituel en français Klára Dobrev, où le prénom précède le nom.
Klára Dobrev, née le 2 février 1972 à Sofia, est une personnalité politique hongroise. 

## Biographie
Elle est née à Sofia, en Bulgarie, d'une mère hongroise, Piroska Apró, et d'un père bulgare, Petar Dobrev. Élue députée européenne de la Coalition démocratique, en mai 2019, elle est élue vice-présidente du Parlement européen le 3 juillet 2019, au nom du Parti socialiste européen. Elle est réélue députée européenne lors des élections européennes de 2024.
Elle est l'épouse de l'ancien Premier ministre Ferenc Gyurcsány avec qui elle a trois enfants : Anna (1996), Tamás (1997) et Márton (2015).